# Antyseptyka

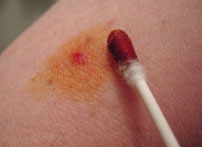
Odkażanie skóry

Antyseptyka (gr. anti – przeciw sepsis – gniciu, dosłownie: zapobieganie gniciu) – postępowanie odkażające, mające na celu niszczenie drobnoustrojów na skórze, błonach śluzowych, w zakażonych ranach.
W przeciwieństwie do dezynfekcji, antyseptyka nie dotyczy odkażania przedmiotów.

## Chemiczne środki antyseptyczne
Do tego celu stosowane były i są preparaty zawierające dichlorofenol, heksachlorofenol, heksylorezorcynol, chloraminy, jodofory, związki srebra (azotan srebra) oraz barwniki: barwniki trifenylometanowe z żelatyną lub albuminą, gencjana, barwniki akrydynowe (np. mleczan etakrydyny), nadmanganian potasu.
W Polsce antyseptyki zdefiniowane są przez Urząd Rejestracji Produktów Leczniczych, Wyrobów Medycznych i Produktów Biobójczych jako środki niszczące drobnoustroje stosowane miejscowo na skórę lub błony śluzowe.
Współczesne antyseptyki oparte mogą być na alkoholach (np. etanol, propanol, izopropanol) lub fenolach (np. bifenylol, fenylofenol). Mogą zawierać dodatkowe substancje czynne, np. diglukonian chloroheksydyny, nadtlenek wodoru, jod (np. jodyna, jodopowidon) lub octenidynę. Antyseptyki stosowane przy przerwanej ciągłości skóry powinny być wykonane na bazie wody, bezbarwne, bezbolesne, bezpieczne dla pacjenta i tkanek otaczających ranę.

## Historia antyseptyki
Pierwszym propagatorem antyseptyki był węgierski lekarz położnik Ignaz Semmelweis, który w 1847 roku skutecznie przeprowadził kampanię w sprawie dezynfekcji rąk roztworem chloru w klinikach położniczych. W krótkim czasie udało się o połowę zmniejszyć śmiertelność wśród rodzących kobiet.
Bardziej znanym od Semmelweisa i nazywanym ojcem antyseptyki był brytyjski chirurg Joseph Lister. Za skuteczny środek dezynfekcji uważał kwas karbolowy (tj. fenol). Zalecał stosowanie tego środka w czasie zabiegów i operacji w formie rozpylonego aerozolu (1867). Dzięki temu śmiertelność operacji przepukliny spadła z 78% do 10%. Rok 1867 traktowany jest również jako początek nowej epoki w chirurgii.
Kolejnym starym antyseptykiem jest jodoform, stosowany od 1880 r. do połowy XX wieku i wprowadzony przez Jana Mikulicza-Radeckiego. Mimo dużej skuteczności wycofany ze względu na toksyczność oraz możliwość alergii. Mikulicz wprowadził do aseptyki także bawełniane rękawiczki operacyjne. Prawdopodobnie jako pierwszy stosował bawełniane maski zasłaniające usta i nos, noszące dawniej nazwę „maska Mikulicza”. Wprowadził do lecznictwa maść zawierającą roztwór azotanu srebra i balsam peruwiański (tzw. maść Mikulicza – Unguentum Argenti nitratis compositum). Ze względu na zawartość balsamu peruwiańskiego, maść ta w obecnym stanie wiedzy medycznej nie powinna być stosowana na błony śluzowe, w okolicy oczu ani w leczeniu ran otwartych, a szczególnie ran przewlekłych trudno gojących się i powikłanych.